# NGC 7682
NGC 7682 este o galaxie seyfert de tip 2⁠(d) situată în constelația Peștii. A fost descoperită în 1862 de către Heinrich Louis d'Arrest. Se află la o distanță de 73,1 de megaparseci de Pământ.